# Irene Sánchez-Escribano
Irene Sánchez-Escribano Figueroa (* 25. August 1992 in Toledo als Irene Sánchez) ist eine spanische Leichtathletin, die sich auf den Hindernislauf spezialisiert hat.

## Sportliche Laufbahn
Erste internationale Erfahrungen sammelte Irene Sánchez-Escribano bei den Crosslauf-Weltmeisterschaften 2011 in Punta Umbría, bei denen sie nach 23:54 min auf Rang 88 im U20-Rennen gelangte. Im Dezember wurde sie dann bei den Crosslauf-Europameisterschaften in Velenje nach 14:32 min 55. Im Jahr darauf erreichte sie bei den Crosslauf-Europameisterschaften 2012 in Szentendre mit 23:48 min Platz 60 im U23-Rennen und 2014 belegte sie bei den U23-Mittelmeer-Meisterschaften in Aubagne in 10:30,33 min den sechsten Platz über 3000 m Hindernis. 2016 schied sie bei den Europameisterschaften in Amsterdam mit 10:08,12 min im Vorlauf aus und anschließend gelangte sie bei den Crosslauf-Europameisterschaften in Chia mit 27:29 min auf Rang 50. Im Jahr darauf verpasste sie bei den Weltmeisterschaften in London mit 9:46,59 min den Finaleinzug und 2018 wurde sie bei den Mittelmeerspielen in Tarragona in 9:37,86 min Vierte, ehe sie bei den Europameisterschaften in Berlin mit 9:31,84 min den achten Platz belegte. Bei den Crosslauf-Weltmeisterschaften 2019 in Aarhus erreichte sie mit 38:44 min Rang 25 und im September schied sie bei den Weltmeisterschaften in Doha mit 9:37,34 min im Vorlauf aus. Im Dezember wurde sie dann bei den Crosslauf-Europameisterschaften in Lissabon nach 28:50 min 16. 2022 gewann sie bei den Ibero-Amerikanischen Meisterschaften in La Nucia in 9:37,08 min die Silbermedaille hinter der Argentinierin Belén Casetta und anschließend verpasste sie bei den Weltmeisterschaften in Eugene mit 9:23,94 min den Finaleinzug. Im August klassierte sie sich bei den Europameisterschaften in München mit 9:37,84 min auf dem zehnten Platz und im Dezember wurde sie bei den Crosslauf-Europameisterschaften in Turin nach 27:46 min 15. im Einzelrennen.
Bei den Crosslauf-Weltmeisterschaften 2023 in Bathurst wurde sie nach 36:20 min 30. im Einzelrennen. Im August verpasste sie bei den Weltmeisterschaften in Budapest mit 9:31,97 min den Finaleinzug im Hindernislauf. Im Dezember belegte sie bei den Crosslauf-Europameisterschaften in Brüssel in 35:32 min den achten Platz im Einzelrennen und sicherte sich in der Teamwertung die Silbermedaille hinter dem britischen Team. Im Jahr darauf lief sie bei den Crosslauf-Weltmeisterschaften in Belgrad nach 33:55 min auf dem 26. Platz im Einzelbewerb ein. Anschließend belegte sie bei den Europameisterschaften in Rom in 9:27,97 min den zehnten Platz im Hindernislauf und wurde dann im August bei den Olympischen Sommerspielen in Paris in 9:10,43 min im Finale Elfte.
In den Jahren 2015 und von 2017 bis 2021 wurde Sánchez-Escribano spanische Meisterin im 3000-Meter-Hindernislauf.

## Persönliche Bestzeiten
- 3000 Meter: 9:15,33 min, 23. August 2018 in Rovereto
  - 3000 Meter (Halle): 9:13,80 min, 17. Februar 2018 in Valencia
- 5000 Meter: 15:33,29 min, 5. Juni 2021 in Los Corrales de Buelna
- 10-km-Straßenlauf: 31:35 min, 16. März 2024 in Laredo
- 2000 m Hindernis: 6:13,03 min, 15. August 2020 in Cergy-Pontoise (spanische Bestleistung)
- 3000 m Hindernis: 9:10,43 min, 6. August 2024 in Paris